# 러시아 잠수함 로샤리크

러시아 잠수함 로샤리크는 러시아 해군의 핵추진 소형 심해 잠수함이다. AS-12라고도 한다.

## 역사
1988년에 기공식을 가졌으며, 2003년에 취역했다. 수상배수량 1600톤, 수중배수량 2100톤이며, E-17 원자로 1기를 사용한다. 승무원 25명 전원이 장교이다. 정확한 잠수심도는 알려져 있지 않지만, 2012년 2500 m 해저에서 작전을 한 것으로 알려져 있다. 해저에서 통신 케이블 도청이나 절단 같은 첩보 작전을 수행한다.
2019년 7월 1일, 러시아와 노르웨이 북쪽에 있는 바렌츠해에서 '연구 잠수정'이 해저와 주변 지형을 조사하던 중 불이 나 승조원 14명이 사망했다. 세르게이 쇼이구 국방장관은 "배터리 구획에서 불이 났고 주변으로 번졌다"고 설명했다. 수리가 가능하다고 한다. 장관은 승조원들이 유독성 연기를 차단하기 위해 해치를 닫는 등 영웅적으로 행동한 덕분에 '업계 대표'인 한 민간인이 탈출할 수 있었다고 말했다. 화재로 유독가스를 마셔서 14명이 사망했으며, 사망자 중 7명이 대령 계급이었고 2명은 최고 등급 러시아 연방영웅 훈장을 받았다. 푸틴 대통령은 훈장을 수여할 예정이다.
E-17 원자로 출력은 프랑스 루비급 잠수함을 통해 추정할 수 있다. 수중배수량 2600톤에 70명이 탑승하는 루비급은 열출력 48 MW의 원자로를 사용한다.
대한민국의 손원일급 잠수함은 수상배수량 1700톤, 승무원 27명으로 로샤리크의 수상배수량 1600톤, 승무원 25명과 비슷하다.